# Llubí
Llubí är en kommun i Spanien.  Den ligger i den autonoma regionen Balearerna i östra delen av landet. Antalet invånare är 2 505 (2024). Llubí ligger på ön Mallorca.